# Michaił Chriapienkow
Michaił Jelisiejewicz Chriapienkow (ros. Михаил Елисеевич Хряпенков, ur. 1897 we wsi Stogowo w guberni smoleńskiej, zm. 4 maja 1939) – funkcjonariusz radzieckich służb specjalnych, wojskowy, kombrig.

## Życiorys
Urodzony w rosyjskiej rodzinie chłopskiej, w latach 1908-1912 kształcił się w szkole w Smoleńsku, 1912-1914 na kursach pedagogicznych w Smoleńsku, od września 1914 do grudnia 1915 pracował jako nauczyciel w szkole wiejskiej. Od stycznia 1916 żołnierz rosyjskiej armii, kursant szkoły chorążych w Połtawie, dowódca plutonu, od marca 1918 żołnierz Armii Czerwonej, od sierpnia 1918 członek RKP(b). Od marca do sierpnia 1919 pomocnik dowódcy pułku, od września 1919 do stycznia 1920 komendant Wydziału Specjalnego Frontu Zachodniego, od lutego do grudnia 1920 komisarz wojskowy Zarządu Instytucji Wojskowo-Szkoleniowych Frontu Zachodniego i komisarz Zapasowych Wojsk Kawalerii Frontu Zachodniego, od stycznia 1921 do maja 1922 pomocnik inspektora kawalerii i komisarz inspekcji kawalerii sztabu Moskiewskiego Okręgu Wojskowego. Od października 1922 do lipca 1925 studiował w Akademii Armii Czerwonej, od września 1925 do sierpnia 1926 szef sztabu pułku i szef sztabu 7 Dywizji Kawalerii, od października 1926 w OGPU, pracował w Wyższej Szkole Pogranicznej OGPU ZSRR, od marca 1928 pracownik Pełnomocnego Przedstawicielstwa OGPU w Środkowej Azji, od stycznia 1930 pracował w inspekcji centrali OGPU ZSRR w Moskwie. Od lutego 1930 do 18 sierpnia 1931 szef Oddziału 1 Wydziału Administracyjnego Zarządu Administracyjno-Organizacyjnego OGPU ZSRR i pomocnik szefa tego wydziału, od 18 sierpnia do 25 września 1931 pomocnik szefa Wydziału Kadr OGPU ZSRR, od 25 września 1932 do 10 lipca 1934 szef Wydziału Zmilitaryzowanej Ochrony Pożarowej OGPU ZSRR i pomocnik szefa Głównego Zarządu Ochrony Pożarowej OGPU ZSRR, od 11 lipca 1934 do 21 września 1938 szef Głównego Zarządu Ochrony Pożarowej NKWD ZSRR, od 8 kwietnia 1936 w stopniu kombriga. Odznaczony Odznaką "Honorowy Funkcjonariusz Czeki/GPU (XV)" (20 grudnia 1932).
21 września 1938 aresztowany, 4 maja 1939 skazany na śmierć przez Wojskowe Kolegium Sądu Najwyższego ZSRR "za przynależność do kontrrewolucyjnej organizacji terrorystycznej" i rozstrzelany. 30 stycznia 1958 pośmiertnie zrehabilitowany.